# Qasr Muschasch
Qasr Muschasch (auch Mushash, arabisch قصر مشاش, DMG Qaṣr Mušāš) ist ein archäologischer Fundplatz im heutigen Jordanien. Nach der nächstgelegenen Ortschaft wird die Anlage manchmal auch Qasr al-Muwaqqar (قصر الموقر, DMG Qaṣr al-Muwaqqar) genannt, was aber Probleme mit sich bringt (Vgl. den Abschnitt Forschungsgeschichte und Begriffsdefinition). Das Wort Qasr (arabisch القصر, DMG al-qaṣr ‚Burg, Festung‘) bezeichnet größere, meist quadratische Gebäude aus frühislamischer Zeit, die sowohl repräsentative als auch militärische Funktion haben konnten. Als solches wird Qasr Muschasch häufig zu den sogenannten Wüstenschlössern der Umayyaden gezählt. In der Forschung war die längste Zeit hauptsächlich eine Reihe von Säulenkapitellen aus diesem stark zerstörten Gebäude bekannt. Neue Forschungen des Deutschen Archäologischen Institutes (DAI) belegen jedoch, dass sich auf einer Fläche von rund 4 km² rund um das namensgebende Qasr viele unterschiedlicher Fundstätten verteilen. Diese stammen aus der Urgeschichte, römischer und byzantinischer sowie frühislamischer Zeit. Die Anlage wird nicht touristisch genutzt und ist durch illegale Raubgrabungen, die teilweise mit schwerem Gerät durchgeführt werden, akut gefährdet.

## Forschungsgeschichte und Begriffsdefinition
Erste wissenschaftliche Untersuchungen fanden 1889 durch den Orientalisten Rudolf Ernst Brünnow und den Althistoriker Alfred von Domaszewski statt. 1901 berichtete Alois Musil in seinem Buch über Qusair ʿAmra auch von al-Muwaqqar. Weitere Dokumentationen der zunehmend verfallenden Anlage fanden in den 1940ern durch Robert Hamilton und 1968 durch K. A. C. Creswell statt. Während der 1980er führten die jordanischen Behörden kleinräumige Grabungen durch. 2011 begannen die systematischen Untersuchungen durch das DAI. In den dazugehörigen Publikationen wurde der Verdacht geäußert, dass die von Musil erwähnte Anlage sich eigentlich in der modernen Ortschaft al-Muwaqqar (rund 20 km westlich von Qasr Muschasch) befunden habe und heute nicht mehr vorhanden sei. Der Eintrag in der Datenbank des Museum with no frontiers legt aber nahe, dass sehr geringe Reste einer solchen Anlage im Ortsgebiet von al-Muwaqqar auch heute noch existieren. Es besteht der Verdacht, dass Qasr al-Muwaqqar und Qasr Muschasch zwei verschiedene Anlagen sind, die immer wieder verwechselt wurden bzw. werden. Dieser Artikel behandelt die in jüngster Zeit vom DAI untersuchte und eindeutig als Qasr Muschasch bezeichnete Anlage.

## Lage
Qasr Muschasch liegt ca. 40 km östlich von Amman, im westlichen Teil der Syrischen Wüste, einer Steppenlandschaft mit semiaridem Klima. Das namensgebende Qasr liegt etwas erhöht auf einer Kuppe, von welcher aus sowohl die Wüste im Osten als auch die landwirtschaftlich genutzten Flächen weiter im Westen eingesehen werden konnten. An Fuß des Kuppe läuft das namensgebende Wadi Muschasch vorbei, das während der winterlichen Regensaison zeitweise Wasser führt, permanente Wasserquellen sind nicht vorhanden. Wie bei allen sogenannten Wüstenschlössern dürfte auch die Lage von Qasr Muschasch strategisch gewählt worden sein. Hier verläuft eine Route zwischen Saudi-Arabien und dem heutigen Jordanien, auch die moderne Fernstraße R40 befindet sich nur etwa zwei Kilometer weiter südlich. An klaren Tagen besteht von Qasr Muschasch gerade noch Sichtverbindung zu den Wüstenschlössern al-Qastal und Mschatta im Westen sowie Kharaneh im Osten.

## Geschichte
Im Zuge des von den Archäologen 2012 durchgeführten Surveys fand man auf dem 4 km² großen Gelände insgesamt 131 prähistorische Fundstellen. Mehr als die Hälfte davon ist dem Altpaläolithikum und Mittelpaläolithikum zuzuordnen, die ältesten Funde datieren ca. 1 Million Jahren zurück. Nur etwa 15 km von Qasr Muschasch befindet sich eine Kharaneh IV genannte Fundstelle, die für den Nachweis des langsamen Übergangs der Menschheit zur Sesshaftigkeit von großer Bedeutung ist. Funde aus dieser Epipaläolithikum genannten Epoche sind um Qasr Muschasch jedoch vergleichsweise spärlich. Besonders an einem Areal fand sich eine Konzentration von neolithischem Fundmaterial. Der Bereich erhielt die Bezeichnung Mushash 163. Eine geomagnetische Untersuchung brachte Hinweise auf Gebäudereste. Bei der folgenden Grabung gelang der sehr seltene Nachweis einer Siedlung aus dem präkeramischen Neolithikum, d. h. dem zehnten und neunten Jahrtausend v. Chr.
Verstreute Keramikfunde belegen, dass das eigentliche Qasr Muschasch seinen Ursprung in einem kleinen römerzeitlichen (Militär)posten des 2. oder 3. Jahrhunderts n. Chr. hat, der auch noch in byzantinischer Zeit Bestand hatte. Größere Bedeutung erlangte die Anlage jedoch erst wieder nach der islamischen Expansion, als eine komplexere Ansiedlung mit unterschiedlichen Nutzungsbereichen entstand. Alle sichtbaren Baureste stammen aus dieser Zeit des späten 7. und 8. Jahrhunderts. Die Siedlung wurde vermutlich im 8. Jahrhundert durch ein Erdbeben zerstört und danach aufgegeben (ein schweres Erdbeben ist beispielsweise für das Jahr 749 überliefert).

## Beschreibung einiger Objekte
Im Zuge der Forschungsarbeiten des DAI stellte sich heraus, dass die archäologischen Fundstellen sich in zwei etwa 1,5 Kilometer voneinander entfernten Bereichen konzentrieren, die als Qasr Muschasch West und Qasr Muschasch Ost bezeichnet wurden. Beide Areale liegen an kleineren Wadis, die in das Wadi Muschasch entwässern. Der westliche Bereich umfasst das namensgebende Qasr Muschasch, mehrere Wohnhäuser, einen zentralen Platz mit Bad, ein großes, als Karawanserei interpretiertes Gebäude und mehrere Anlagen zur Wasserversorgung. Auch die neolithische Siedlung liegt in diesem Bereich. Im kleineren, östlichen Areal befinden sich eine weitere quadratische Anlage in der Art eines Qasr, einige Wohnhäuser und wiederum Anlagen zur Wasserversorgung.

### Die neolithische Siedlung
Die Fläche mit der Siedlung von Mushash 163 liegt etwa 200 m südwestlich des eigentlichen Qasr Muschasch und hat eine Ausdehnung von ca. 60 mal 45 m. Die geomagnetische Untersuchung ergab Hinweise auf 30 rundliche oder ovale Strukturen, zum größten Teil wohl einfache Hütten mit wenigen Metern Durchmesser. Zur Errichtung dieser Hütten gruben die Menschen des Neolithikums häufig eine Grube in den Boden. Die Wände dieser Grube wurden mit einer Schicht mittelgroßer Steine ausgekleidet und dann – als eigentliche Innenwand – große Steine vertikal davorgesetzt. Spuren höhererreichender Wand- oder Dachkonstruktionen fanden sich nicht. Es gibt geringe Hinweise darauf, dass die Gebäude aus zwei verschiedenen Siedlungsphasen stammen, wobei der zeitliche Abstand zwischen diesen nicht besonders groß ist. Bemerkenswert ist der Fund eines Grabes in der Siedlung. Das Grab besteht aus einer 1,3 m Langen Grube, die mit Steinplatten ausgekleidet bzw. verschlossen war. Der oder die Tote lag auf der Seite, in Hockerstellung mit Blick in Richtung Norden. Neben dem Skelett fand man einen Stößel und zwei schlanke Becher aus Basalt, die eventuell eine Rolle beim Begräbnisritual gespielt haben könnten. Im Grab befanden sich außerdem eine Perle aus Kalkstein sowie die Häuser zweier Kegelschnecken aus dem Roten Meer.
Mittels der Radiokarbonmethode konnten die Bauten auf die Übergangszeit zwischen dem späten präkeramischen Neolithikum A um 9000 v. Chr. und dem frühen präkeramischen Neolithikum B bis ca. 8200 v. Chr. datiert werden. Manche der oberflächlich gefundenen Steinwerkzeuge, Pfeilspitzen etc. datieren jedoch ins Spätneolithikum (7.–5. Jahrtausend v. Chr.), sodass auch in dieser Zeit menschliche Aktivität in Mushash 163 vorhanden gewesen sein muss.

### Das Qasr Muschasch
Das Qasr Muschasch, nach dem das gesamte Areal benannt ist, ist ein relativ kleiner, quadratischer Bau mit 27 m Seitenlänge. Anders als viele größere derartige Bauten hat es keine Ecktürme oder Bastionen und dürfte auch kein Obergeschoss gehabt haben. Die Mauern bestehen aus grob behauenen Kalksteinblöcken und waren ursprünglich verputzt. Das Gebäude hatte 14 Räume, die sich um einen 13 mal 13 m großen Innenhof gruppierten. Zumindest im Eingangsbereich bildeten sorgfältig verlegte Steinplatten den Fußboden. Ebenfalls im Eingangsbereich gibt es eine arabische Bauinschrift. Sie nennt zwar keinen Bauherren, bestätigt aber eine Renovierung oder teilweisen Neubau des spätantiken Gebäudes in frühislamischer Zeit.

### Bad und Karawanserei
Eine Badeanlage war typischer Bestandteil sowohl von Karawansereien als auch der sogenannten Wüstenschlösser (welche mitunter auch die Aufgaben einer Karawanserei erfüllten). Das eher kleine Bad befindet sich im Zentrum des Bereichs Qasr Muschasch West. Es verfügte – wie auch die antiken Bäder – über ein mittels Hypokausten beheizbares Caldarium und daran angegliedert drei weitere Räume für kühlere Bäder sowie eine Art Eingangsbereich. Das Wasser kam über einen Kanal aus einem wenige Meter entfernten, 18 mal 7 m großen Reservoir. Das Bad war über eine gepflasterte Straße zu erreichen und repräsentativ ausgestattet. Im Eingangsbereich fanden sich Reste einer bemalten Marmorverkleidung, ebenso Bruchstücke von Glasfenstern und Stuckdekor.
Direkt neben Bad und Reservoir befindet sich der größte Bau des gesamten Areals, er ist aufgrund seiner extrem schlechten Erhaltung jedoch nur auf Luftbildern zu erkennen. Es handelt sich um ein etwa 40 mal 40 m großes Gebäude mit 20 mal 20 m messendem Innenhof. Aufgrund des großen Hofes wird es als Karawanserei interpretiert. Die Außenmauern haben einen Sockel aus Kalksteinblöcken, auf welchen Lehmziegelmauerwerk aufgesetzt war. Für die gesamte Gebäudegruppe, bestehend aus dem Qasr Muschasch, dem Bad mit Reservoir und dem größeren quadratischen Gebäude, bietet sich eine Interpretation als Rastplatz für Karawanen an.
Qasr Muschasch West umfasst noch mehrere kleine Wohngebäude östlich und einige größere Wohngebäude nördlich der sogenannten Karawanserei. Westlich außerhalb der Siedlung befindet sich ein quadratisches Wasserbecken mit 21 m  Seitenlänge, 900 m nördlich des Qasr ein großes Reservoir mit etwa 2000 m³ Fassungsvermögen.

### Die Bauten vonQasr Muschasch Ost
Im Bereich Qasr Muschasch Ost fanden keine Grabungen statt. Durch geophysikalische Untersuchungen konnte dennoch ein weiterer Bau vom Typ eines Qasr festgestellt werden. Das quadratische Gebäude hat 22 m Seitenlänge und verfügte über einen zentralen Hof mit elf Räumen. Daneben gibt es Reste einfacher Wohnbauten sowie mehrere Zisternen und Dämme zur Wasserversorgung. Im Unterschied zu den öffentlichen Anlagen in Qasr Muschasch West scheint Qasr Muschasch Ost ein rein privat genutzter Siedlungsbereich gewesen zu sein.